# Ramularia sambucina

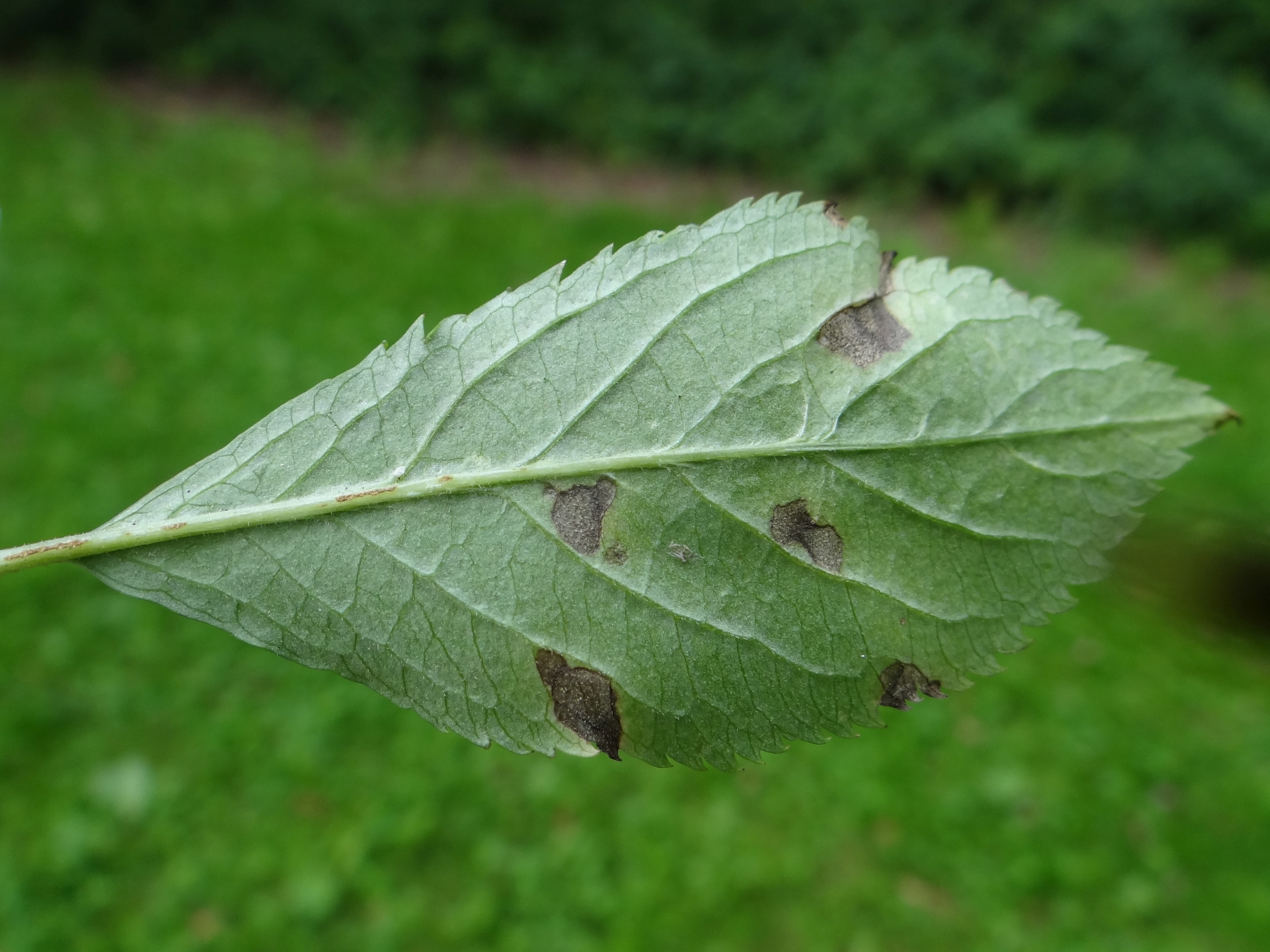
Plamy na dolnej stronie listka bzu czarnego

Ramularia sambucina Sacc. – gatunek grzybów z klasy Dothideomycetes. Grzyb mikroskopijny, fitopatogen pasożytujący na roślinach z rodzaju bez (Sambucus).

## Systematyka i nazewnictwo
Pozycja w klasyfikacji według Index Fungorum: Ramularia, Mycosphaerellaceae, Capnodiales, Dothideomycetidae, Dothideomycetes, Pezizomycotina, Ascomycota, Fungi.
Synonimy:
- Cylindrosporium sambucinum (Sacc.) J. Schröt. 1897
- Ramularia sambucina f. americana Sacc. 1882
- Ramularia sambucina f. ebuli Sacc. 1882
- Ramularia sambucina Sacc. 1882 f. sambucina
- Ramularia sambucina f. santonensis Brunaud 1890

## Charakterystyka
Na porażonych roślinach powoduje powstawanie okrągławych lub eliptycznych plam o wymiarach 5–15 × 5–10 mm. Początkowo są one zielonkawe, potem kolejno zielonobrązowe i brązowe z ciemniejszym obrzeżem. Jeszcze później środek plamy staje się białawy. Podczas wilgotnej pogody na obydwu stronach liści pojawia się nalot konidioforów i zarodników, bardziej obfity na dolnej stronie liści.
Endofit, jego grzybnia jest zanurzona w tkankach rośliny. Konidiofory  zazwyczaj jedno-, rzadziej dwukomórkowe, o wymiarach (9–)16–42 × 2,5–4,6 μm. Na ich końcach powstają w łańcuszkach zazwyczaj dwukomórkowe, czasami jedno- lub trzykomórkowe zarodniki konidialne o cylindrycznym, wrzecionowatym lub elipsoidalnym kształcie i wymiarach  16–37 × (2,5–)3–7 μm.

## Występowanie
Odnotowano występowanie w Ameryce Północnej ((USA), Europie, oraz Afryce Północnej (Maroko). W polskiej literaturze mykologicznej podano dość liczne stanowiska tego fitopatogenu na bzie czarnym (Sambucus nigra), bzie koralowym (Sambucus racemosa) i bzie hebdzie (Sambucus ebulus).